# Carcharhinus altimus
Lo squalo nasuto (Carcharhinus altimus (Springer, 1950)) è una specie di squalo della famiglia dei Carcarinidi. Diffuso nelle acque tropicali e subtropicali di tutto il mondo, è uno squalo migratore che frequenta le acque profonde ai margini della piattaforma continentale. Vive generalmente a 90-430 m di profondità, ma di notte può spostarsi verso la superficie o in acque meno profonde. Lo squalo nasuto presenta una colorazione uniforme e può crescere fino ad almeno 2,7-2,8 m di lunghezza. Ha un muso lungo e largo con alette nasali prominenti e denti superiori alti e triangolari. Le pinne pettorali sono lunghe e quasi diritte; è presente una cresta interdorsale tra le due pinne dorsali.
Cacciando vicino al fondale marino, lo squalo nasuto si nutre di pesci ossei e cartilaginei e di cefalopodi. È una specie vivipara: gli embrioni vengono alimentati fino al termine dello sviluppo da cordoni ombelicali connessi alla placenta. Dopo un periodo di gestazione di 10 mesi, le femmine danno alla luce da tre a 15 piccoli. Nonostante le sue dimensioni, questo squalo vive in acque troppo profonde per costituire una minaccia per gli esseri umani. Pur non essendo oggetto di caccia, viene catturato accidentalmente dai pescatori commerciali in molte parti dell'areale: se ne possono ricavare carne, pinne, pelle, olio di fegato e frattaglie. La pressione esercitata dalla pesca, tuttavia, costituisce una minaccia per la sopravvivenza della specie, dato il suo basso tasso riproduttivo, ed è probabile che le popolazioni siano già diminuite nell'Atlantico nord-occidentale e altrove.

## Tassonomia
L'esperto di squali Stewart Springer descrisse lo squalo nasuto come Eulamia altima in un articolo della rivista scientifica American Museum Novitates nel 1950. Successivamente altri autori hanno considerato Eulamia come sinonimo del genere Carcharhinus. L'appellativo specifico altimus deriva dal latino altus («profondo») e si riferisce alla sua predilezione per gli habitat di profondità. L'olotipo è una femmina immatura di 1,3 m di lunghezza catturata al largo del Cosgrove Reef nelle Florida Keys il 2 aprile 1947. Un altro nome volgare con cui viene indicata la specie è «squalo di Knopp», originariamente usato dai pescatori della Florida da prima che essa venisse descritta ufficialmente.
|  | Carcharhinus altimus  |
|  |                       |
|  | Carcharhinus plumbeus |
|  |                       |

|  | Carcharhinus perezii |
|  | |
|  | \| \| Carcharhinus galapagensis \| \| \| \| \| \| Carcharhinus obscurus \| \| \| \| \| \| Carcharhinus longimanus \| \| \| \| \| \| Prionace glauca \| \| \| \| |
|  | |
|  | Carcharhinus galapagensis |
|  | |
|  | Carcharhinus obscurus |
|  | |
|  | Carcharhinus longimanus |
|  | |
|  | Prionace glauca |
|  | |

|  | Carcharhinus galapagensis |
|  |                           |
|  | Carcharhinus obscurus     |
|  |                           |
|  | Carcharhinus longimanus   |
|  |                           |
|  | Prionace glauca           |
|  |                           |

|  | Carcharhinus perezii |
|  | |
|  | \| \| Carcharhinus galapagensis \| \| \| \| \| \| Carcharhinus obscurus \| \| \| \| \| \| Carcharhinus longimanus \| \| \| \| \| \| Prionace glauca \| \| \| \| |
|  | |
|  | Carcharhinus galapagensis |
|  | |
|  | Carcharhinus obscurus |
|  | |
|  | Carcharhinus longimanus |
|  | |
|  | Prionace glauca |
|  | |

|  | Carcharhinus galapagensis |
|  |                           |
|  | Carcharhinus obscurus     |
|  |                           |
|  | Carcharhinus longimanus   |
|  |                           |
|  | Prionace glauca           |
|  |                           |

|  | Carcharhinus altimus  |
|  |                       |
|  | Carcharhinus plumbeus |
|  |                       |

|  | Carcharhinus perezii |
|  | |
|  | \| \| Carcharhinus galapagensis \| \| \| \| \| \| Carcharhinus obscurus \| \| \| \| \| \| Carcharhinus longimanus \| \| \| \| \| \| Prionace glauca \| \| \| \| |
|  | |
|  | Carcharhinus galapagensis |
|  | |
|  | Carcharhinus obscurus |
|  | |
|  | Carcharhinus longimanus |
|  | |
|  | Prionace glauca |
|  | |

|  | Carcharhinus galapagensis |
|  |                           |
|  | Carcharhinus obscurus     |
|  |                           |
|  | Carcharhinus longimanus   |
|  |                           |
|  | Prionace glauca           |
|  |                           |

|  | Carcharhinus perezii |
|  | |
|  | \| \| Carcharhinus galapagensis \| \| \| \| \| \| Carcharhinus obscurus \| \| \| \| \| \| Carcharhinus longimanus \| \| \| \| \| \| Prionace glauca \| \| \| \| |
|  | |
|  | Carcharhinus galapagensis |
|  | |
|  | Carcharhinus obscurus |
|  | |
|  | Carcharhinus longimanus |
|  | |
|  | Prionace glauca |
|  | |

|  | Carcharhinus galapagensis |
|  |                           |
|  | Carcharhinus obscurus     |
|  |                           |
|  | Carcharhinus longimanus   |
|  |                           |
|  | Prionace glauca           |
|  |                           |

|  | Carcharhinus altimus  |
|  |                       |
|  | Carcharhinus plumbeus |
|  |                       |

|  | Carcharhinus perezii |
|  | |
|  | \| \| Carcharhinus galapagensis \| \| \| \| \| \| Carcharhinus obscurus \| \| \| \| \| \| Carcharhinus longimanus \| \| \| \| \| \| Prionace glauca \| \| \| \| |
|  | |
|  | Carcharhinus galapagensis |
|  | |
|  | Carcharhinus obscurus |
|  | |
|  | Carcharhinus longimanus |
|  | |
|  | Prionace glauca |
|  | |

|  | Carcharhinus galapagensis |
|  |                           |
|  | Carcharhinus obscurus     |
|  |                           |
|  | Carcharhinus longimanus   |
|  |                           |
|  | Prionace glauca           |
|  |                           |

|  | Carcharhinus perezii |
|  | |
|  | \| \| Carcharhinus galapagensis \| \| \| \| \| \| Carcharhinus obscurus \| \| \| \| \| \| Carcharhinus longimanus \| \| \| \| \| \| Prionace glauca \| \| \| \| |
|  | |
|  | Carcharhinus galapagensis |
|  | |
|  | Carcharhinus obscurus |
|  | |
|  | Carcharhinus longimanus |
|  | |
|  | Prionace glauca |
|  | |

|  | Carcharhinus galapagensis |
|  |                           |
|  | Carcharhinus obscurus     |
|  |                           |
|  | Carcharhinus longimanus   |
|  |                           |
|  | Prionace glauca           |
|  |                           |

|  | Carcharhinus altimus  |
|  |                       |
|  | Carcharhinus plumbeus |
|  |                       |

|  | Carcharhinus perezii |
|  | |
|  | \| \| Carcharhinus galapagensis \| \| \| \| \| \| Carcharhinus obscurus \| \| \| \| \| \| Carcharhinus longimanus \| \| \| \| \| \| Prionace glauca \| \| \| \| |
|  | |
|  | Carcharhinus galapagensis |
|  | |
|  | Carcharhinus obscurus |
|  | |
|  | Carcharhinus longimanus |
|  | |
|  | Prionace glauca |
|  | |

|  | Carcharhinus galapagensis |
|  |                           |
|  | Carcharhinus obscurus     |
|  |                           |
|  | Carcharhinus longimanus   |
|  |                           |
|  | Prionace glauca           |
|  |                           |

|  | Carcharhinus perezii |
|  | |
|  | \| \| Carcharhinus galapagensis \| \| \| \| \| \| Carcharhinus obscurus \| \| \| \| \| \| Carcharhinus longimanus \| \| \| \| \| \| Prionace glauca \| \| \| \| |
|  | |
|  | Carcharhinus galapagensis |
|  | |
|  | Carcharhinus obscurus |
|  | |
|  | Carcharhinus longimanus |
|  | |
|  | Prionace glauca |
|  | |

|  | Carcharhinus galapagensis |
|  |                           |
|  | Carcharhinus obscurus     |
|  |                           |
|  | Carcharhinus longimanus   |
|  |                           |
|  | Prionace glauca           |
|  |                           |

Gli studi filogenetici pubblicati da Jack Garrick nel 1982 e Leonard Compagno nel 1988, che si basavano sulla morfologia, ponevano lo squalo nasuto nel «gruppo obscurus» di Carcharhinus, comprendente lo squalo bruno (C. obscurus) e lo squalo delle Galapagos (C. galapagensis) e i loro simili. Il gruppo comprende squali dai grandi denti triangolari con una cresta tra le pinne dorsali. Lo studio di Gavin Naylor del 1992, basato sulle sequenze degli allozimi, ha convalidato e approfondito ulteriormente la classificazione del «gruppo dalla cresta interdorsale». Lo squalo nasuto è risultato essere una sister species dello squalo grigio (C. plumbeus): entrambi formano uno dei due rami del gruppo.

## Distribuzione e habitat

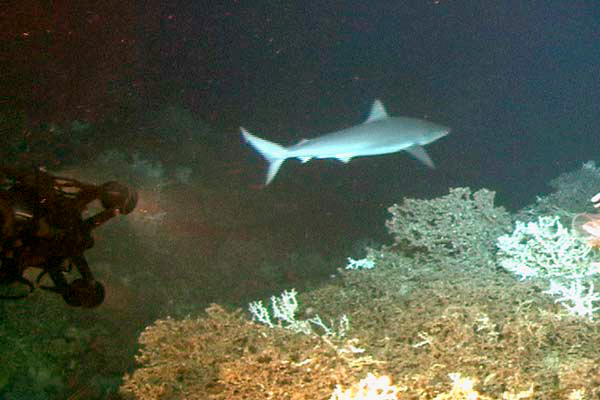
Lo squalo nasuto vive principalmente in acque profonde.

Le segnalazioni da diverse zone del mondo indicano che probabilmente lo squalo nasuto ha una distribuzione circumglobale tropicale e subtropicale. Nell'oceano Atlantico si incontra dalla baia del Delaware al Brasile, nel mar Mediterraneo e al largo dell'Africa occidentale. Nell'oceano Indiano la sua presenza è stata registrata in Sudafrica e Madagascar, nel mar Rosso, in India e alle Maldive. Nell'oceano Pacifico è stato segnalato dalla Cina all'Australia, intorno alle Hawaii e dal golfo di California all'Ecuador. È considerato comune al largo di Florida, Bahamas e Indie occidentali, ma raro al largo del Brasile e nel Mediterraneo.
Lo squalo nasuto vive ai margini della piattaforma continentale e nella parte superiore del margine continentale, generalmente nuotando nei pressi del fondale marino a 90-430 m di profondità. I giovani possono avventurarsi in acque di appena 25 m di profondità. Le catture notturne di esemplari nei pressi della superficie indicano che la specie può effettuare delle migrazioni verticali quotidiane, risalendo dalle acque profonde di notte per spingersi in acque superficiali o verso la costa. Nell'Atlantico nord-occidentale, lo squalo nasuto intraprende una migrazione stagionale poco conosciuta, trascorrendo l'estate al largo della East Coast e l'inverno nel golfo del Messico e nel mar dei Caraibi. Alcuni esemplari hanno effettuato spostamenti su distanze comprese tra 1600 e 3200 km.

## Descrizione
Lo squalo nasuto è una specie dalla struttura piuttosto massiccia, con un muso lungo, largo e ottuso e le narici protette da alette triangolari di pelle ben sviluppate. Gli occhi, relativamente grandi e circolari, sono dotati di membrana nittitante (una terza palpebra protettiva). La bocca è fortemente curvata ed è priva di fossette ben visibili agli angoli. I denti superiori, in numero di 14-16 per lato, hanno cuspidi alte, larghe e triangolari dai margini seghettati; eretti al centro della mascella, diventano sempre più obliqui ai lati. Quelli inferiori, in numero di 14-15 per lato, hanno cuspidi strette ed erette con margini seghettati estremamente fini. Le cinque paia di fessure branchiali sono moderatamente lunghe.
Le pinne pettorali, lunghe e larghe, hanno gli apici appuntiti e i margini quasi diritti. La prima pinna dorsale ha origine grosso modo all'altezza della base posteriore delle pinne pettorali; è piuttosto alta e falcata, con un apice smussato e una lunga estremità libera posteriore. La seconda pinna dorsale è relativamente grande, con l'estremità libera posteriore breve, ed è situata leggermente prima della pinna anale. Tra le due pinne dorsali si trova un'alta cresta interdorsale. Il peduncolo caudale presenta una tacca a forma di mezzaluna nel punto in cui ha origine il margine del lobo superiore della pinna caudale. La pinna caudale ha un lobo inferiore grande e una nitida intaccatura ventrale nei pressi dell'apice del lobo superiore. I denticoli dermici sono vicini tra loro, ma non sovrapposti, sì che è possibile vedere la pelle sottostante; ogni denticolo è di forma ovale, con tre creste orizzontali che si congiungono nel denticolo marginale. Il dorso ha una colorazione che va dal grigio al bronzo, con una debole striscia chiara sui fianchi, il ventre è bianco; talvolta è presente un riflesso verde lungo le aperture branchiali. Gli apici delle pinne (fatta eccezione per quelle pelviche) sono più scuri; tale caratteristica è più evidente negli esemplari giovani. Maschi e femmine crescono fino a raggiungere rispettivamente almeno 2,7 e 2,8 m di lunghezza; è possibile che alcuni esemplari possano raggiungere i 3 m. Il peso massimo registrato è di 168 kg.

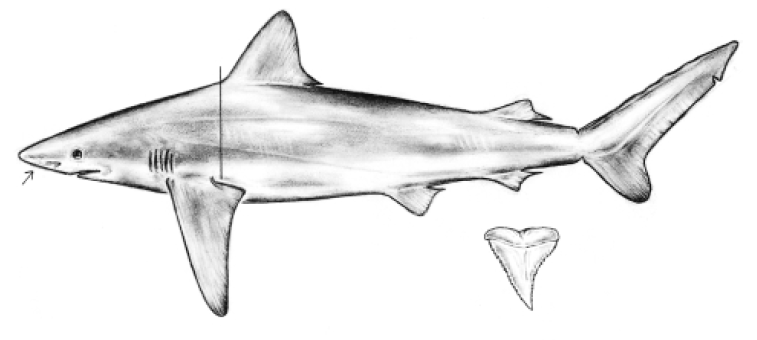
Tra i tratti caratteristici dello squalo nasuto vi sono le prominenti alette nasali, i denti superiori alti e triangolari e la posizione relativamente anteriore della prima pinna dorsale.
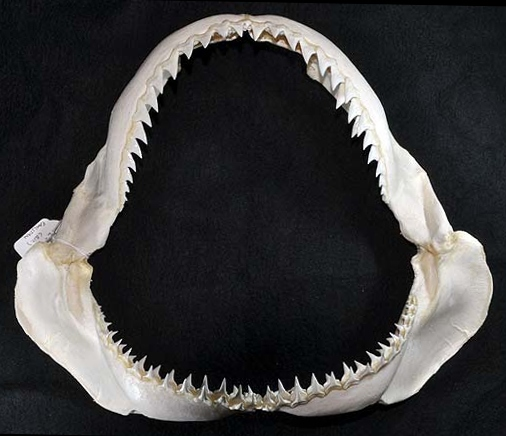
Le mascelle.
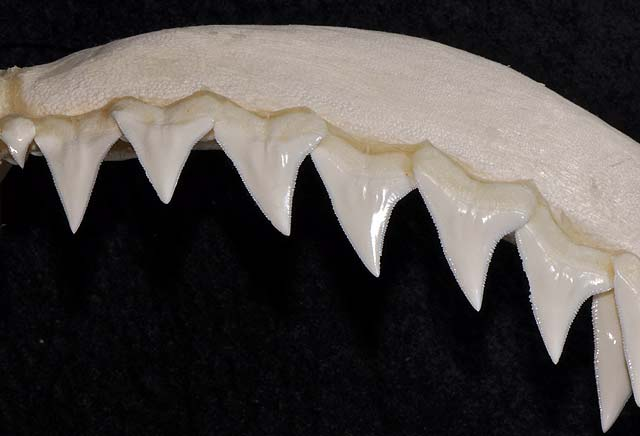
I denti superiori.
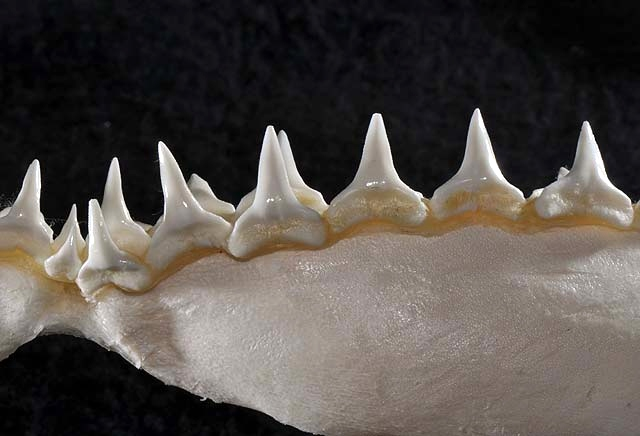
I denti inferiori.

## Biologia

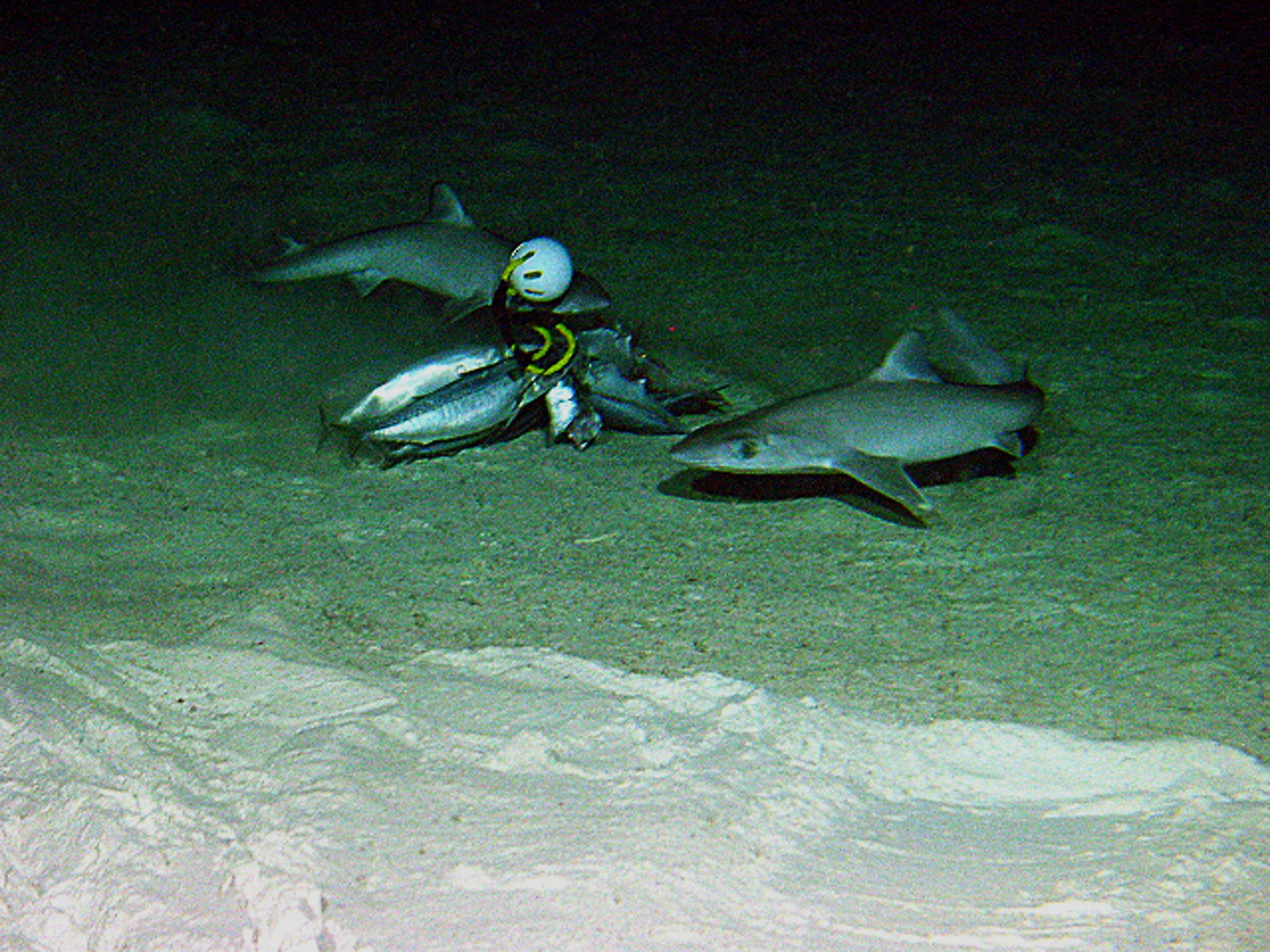
Gli spinaroli (qui Squalus mitsukurii) compaiono sul menu dello squalo nasuto.

Lo squalo nasuto si nutre principalmente di pesci ossei bentonici (come pesci lucertola, scienidi, pesci piatti e pesci pipistrello), pesci cartilaginei (come gli spinaroli del genere Squalus, i gattucci del genere Holohalaelurus, le pastinache del genere Dasyatis e le chimere) e cefalopodi. A loro volta, i giovani possono cadere vittima di squali più grandi. Come altri squali requiem, questa specie è vivipara: quando gli embrioni in sviluppo esauriscono la loro scorta di tuorlo, il sacco vitellino, ormai vuoto, si trasforma in una sorta di connessione placentare attraverso cui la madre può fornire loro il nutrimento. Le femmine danno alla luce da tre a 15 piccoli, mediamente sette, dopo un periodo di gestazione di circa 10 mesi. Una singola nidiata può essere generata da due o più maschi. Le nascite sono state segnalate in agosto e settembre nel Mediterraneo e in settembre e ottobre al largo del Madagascar. I neonati misurano 70-90 cm di lunghezza. Maschi e femmine raggiungono la maturità sessuale quando raggiungono rispettivamente i 2,2 e i 2,3 m di lunghezza. In media un esemplare rimane attivo dal punto di vista riproduttivo per 21 anni.

## Conservazione
Sebbene sia grande abbastanza da poter costituire una minaccia, lo squalo nasuto entra raramente in contatto con l'uomo a causa della sua predilezione per le acque profonde. Viene catturato accidentalmente dai pescatori commerciali che fanno utilizzo di reti da posta, reti a strascico e palangari pelagici di profondità (in particolare quelli destinati ai tonni) in molte parti del suo areale. Viene catturato regolarmente nelle acque cubane e utilizzato per produrre olio di fegato, zigrino e farina di pesce. Altrove, come nel Sud-est asiatico, la carne viene consumata e le pinne spedite in Asia orientale, dove vengono utilizzate come ingrediente della zuppa di pinne di squalo. Lo squalo nasuto non viene sfruttato commercialmente negli Stati Uniti, dove figura come specie protetta ai termini del Piano di gestione per la pesca di tonni, pesci spada e squali del 2007, né in Australia.
L'Unione internazionale per la conservazione della natura classifica lo squalo nasuto come «specie prossima alla minaccia». Esso infatti ha un tasso riproduttivo molto lento e deve fronteggiare una diffusa e pesante pressione da parte della pesca. Vi sono prove che il numero di esemplari alle Maldive sia recentemente diminuito. Inoltre, la maggior parte delle catture accessorie di squali nasuti avviene in acque internazionali, dove un singolo stock può essere aggredito da più flotte pescherecce. La specie viene elencata come «altamente migratoria» nell'ambito dell'accordo delle Nazioni Unite del 1995 sulla conservazione e la gestione degli stock ittici migratori, ma finora questo non ha portato a misure di protezione significative. A livello regionale, la IUCN valuta lo squalo nasuto come «prossimo alla minaccia» nell'Atlantico nord-occidentale. Sebbene manchino dati specifici, si ritiene che sia diminuito nell'area perché scambiato erroneamente per uno squalo grigio: pertanto, la nota diminuzione del numero di squali grigi dovuta alla pesca con i palangari da parte di pescatori statunitensi potrebbe indicare anche una diminuzione del numero di squali nasuti. Al contrario la specie è considerata «a rischio minimo» nelle acque australiane, dove non deve affrontare minacce significative.